# Office national des forêts
Pour les articles homonymes, voir ONF.
L’Office national des forêts (ONF) est un établissement public à caractère industriel et commercial (EPIC) français chargé de la gestion des forêts publiques, placé sous la tutelle du ministère de l'Agriculture et de l'Alimentation ainsi que du ministère de la Transition écologique et solidaire. La direction générale est située à Maisons-Alfort, avenue du Général-Leclerc.

## Histoire
L’ONF est un établissement public à caractère industriel et commercial (EPIC) disposant de l’autonomie de gestion depuis sa création en 1966 (par une loi de 1964). Il est créé sous l’impulsion d’Edgard Pisani. Cet ancien préfet, et ministre de l’Agriculture (1961-1966), a contribué à faire entrer l’agriculture française dans le productivisme et l’exportation.
Les statuts sont définis au titre II du livre II du code forestier. Outre le changement de statut juridique, la réforme de 1966 porte sur divers autres points, le principal étant la séparation de la gestion et de la police de l'eau et de la pêche (dévolue à l'Office national de l'eau et des milieux aquatiques), de la gestion et la police de la chasse (dévolues à l'Office national de la chasse et de la faune sauvage, de la gestion des parcs nationaux (dévolue aux parcs nationaux de France) et de la gestion des forêts publiques (rattachée à l’ONF). L'ONF a donc en partie succédé à l’Administration des Eaux et Forêts, créée en 1291 par le roi Philippe le Bel.
L’ONF gère 25 % de la forêt française soit au total 11 millions d'hectares de forêts publiques dont 4,6 Mha en France métropolitaine et 6,4 Mha dans les départements d’outre-mer, pour l’essentiel en Guyane. Les forêts domaniales gérées par l'ONF sont toutes certifiées PEFC. L’ONF gère également des écosystèmes associés à la forêt tels que tourbières, dunes, pelouses alpines, pour une surface de 5 340 km2[réf. nécessaire]. L'ONF est considéré comme l'usufruitier des forêts domaniales. C'est l'État qui en est le propriétaire ; ce qui a donné lieu à des discussions à propos de la taxe sur le foncier non bâti,.

## Missions et activités

### Missions et activités nationales
- Gestion des forêts publiques[6] — domaniales et des communautés[7] notamment, représentant environ 4,7 millions d'hectares de forêt en France métropolitaine (soit 8 % du territoire) + 6 Mha dans les départements d'outre-mer.
- Production de bois. L'ONF récolte 40 % du volume du bois d’œuvre récolté annuellement en France.
- Accueil du public en forêt en aménageant des aires d'accueil et des itinéraires, ainsi qu'en animant des visites (notamment scolaires).
- Protection du territoire (défense des forêts contre l'incendie, dunes littorales, et terrains érodables en montagne).
- Protection de la forêt et de la biodiversité. L'ONF est gestionnaire ou animateur d'espaces naturels protégés (comme des réserves naturelles nationales ou des sites Natura 2000), généralement situés au moins en partie en forêt publique.
- Police de la nature : la plupart des forestiers sont assermentés, c'est-à-dire habilités à verbaliser les contrevenants au titre du code forestier et au code de l'environnement, mais également au code pénal (pour certaines infractions de droit commun commises dans les bois et forêts dont l'agent est chargé de la surveillance), au code général des collectivités territoriales (pour certaines infractions commises dans des bois et forêts, considérées comme des infractions forestières), au code de la santé publique (réglementations pour la protection des captages d'eau potable) et au code de la route (pour toutes les infractions commises sur les voies forestières ouvertes à la circulation publique[8]).

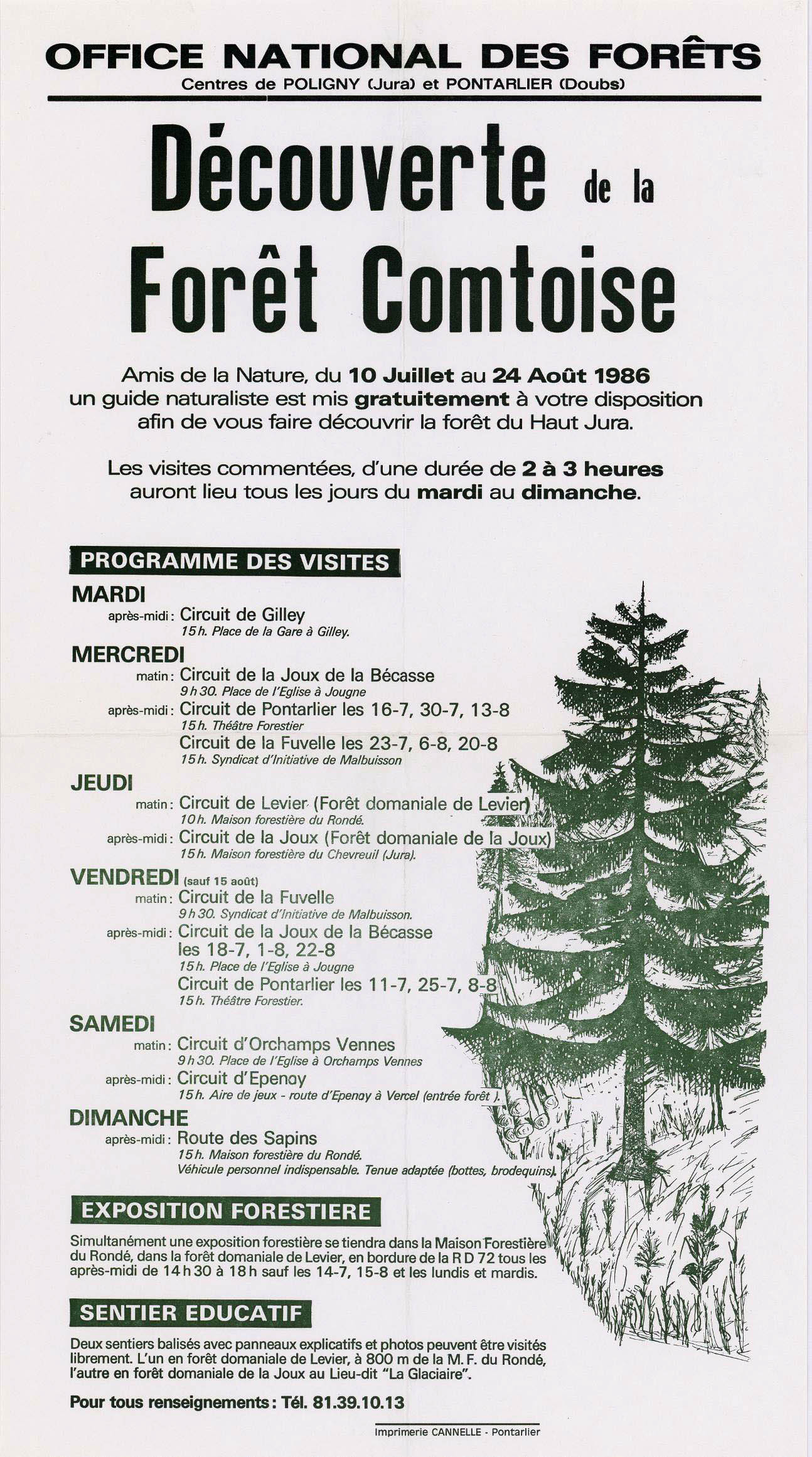
Affiche de l'ONF pour promouvoir les visites guidées en forêt, 1988 (Archives nationales).

Chaque forêt est gérée selon un plan de gestion, l'aménagement forestier se référant à :
- des directives nationales d’aménagement (DNA) périodiquement révisées et
- des directives régionales d'aménagement (DRA) approuvées ;
- des orientations de dynamisation de la sylviculture, intégrant les mesures ordinaires de la biodiversité, en poursuivant la constitution d’un réseau de réserves naturelles représentatives des habitats forestiers et des espèces vivant en France, souvent incluses dans le réseau Natura 2000, lequel concerne près de 1,2 million d'hectares de forêts publiques[9], et accompagnant le travail des parcs nationaux (avec une convention d’organisation des missions et des interventions à signer avec chaque parc[10]).

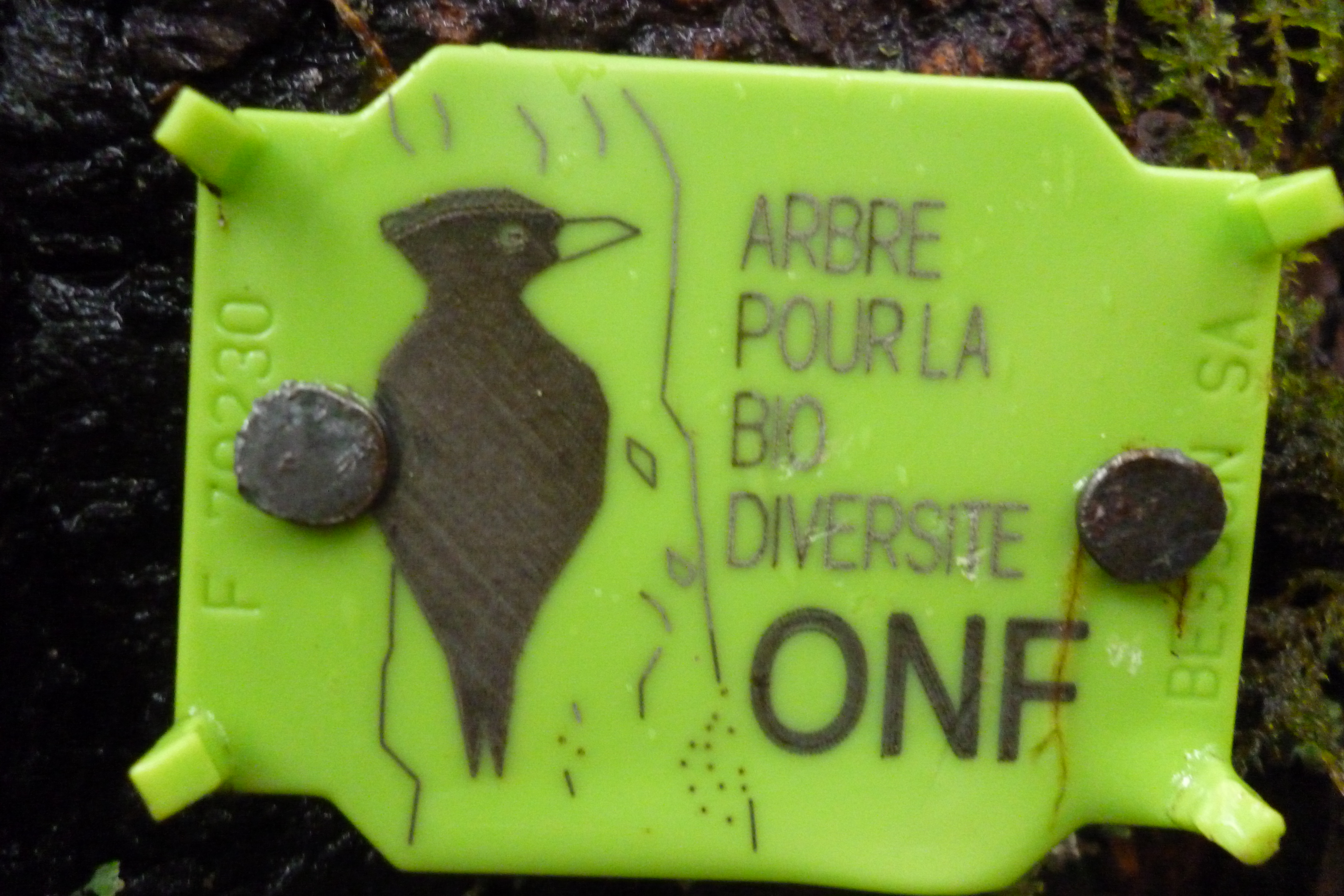
Plaque fixée sur un arbre marqué comme « Arbre pour la bio-diversité » par l'ONF, en forêt des Vosges.

L'ONF doit aussi renforcer « la prise en compte de la biodiversité dans la gestion sylvicole, notamment par le maintien d’une trame de vieux arbres, par l’optimisation de l’équilibre forêt-gibier et via des plans de restauration d’espèces et de lutte contre les espèces envahissantes ».
En 2012, via des « mesures additionnelles plus spécifiques, menées notamment dans le cadre d’une mission d’intérêt général biodiversité confiée par l’État à l'ONF et financée par le Ministère de l'écologie », l'ONF contribue à protéger la biodiversité en gérant un réseau de réserves biologiques de 160 réserves (40 000 ha en métropole) incluant 40 réserves intégrales (total de « mesures additionnelles plus spécifiques, menées notamment dans le cadre d’une mission d’intérêt général biodiversité confiée par l’État à l'ONF et financée par le ministère de l'Écologie » 16 000 ha) avec en outre 14 réserves (97 000 ha) dans les territoires d'outre-mer où l'on trouvait, en 2012, 7 réserves intégrales couvrant un total de 88 000 ha) SCAP (sachant que l’objectif général SCAP de 2 % de surface à statut de protection fort est largement dépassé, avec 7 % en domaniale et 3 % en forêts des collectivités).
En Guyane, l'ONF doit mettre en œuvre et promouvoir une « gestion durable pour la forêt amazonienne » où l'ONF est invité par l'État à « établir des documents d’aménagements dans la zone prévue par l’ordonnance de juillet 2005 » et à préparer une certification de la forêt guyanaise (7,5 millions d’ha).
L'ONF doit aussi prendre en compte les conséquences du changement climatique, notamment en s'associant aux dispositifs de création de « valeurs carbone », au titre notamment des mécanismes du protocole de Kyoto évoqués par l’article 43 de la loi d'orientation agricole du 5 janvier 2006.
L’ONF doit rendre compte chaque année du rythme de révision des aménagements (objectif : 100 000 ha/an) et de l’impact des choix retenus sur la base d’indicateurs et de cartographies.
Une évaluation globale du patrimoine doit être faite avant 2011, qui sera une mise à jour du « Bilan patrimonial » de 2006. L'ONF a aussi une triple mission d’observation (via notamment le réseau RENECOFOR), de veille, d’évaluation, que l'office doit valoriser dans le Système d’information sur la nature et les paysages national (SINP).
L’ONF doit « accompagner l’adaptation des écosystèmes forestiers au changement climatique ».
L’ONF a un niveau minimal moyen d’investissement en forêt domaniale de 70 M€/an, en intégrant l’achèvement avant 2011 de la reconstitution des forêts sinistrées par la tempête de 1999.
Avec les collectivités territoriales, l'ONF doit aussi investir « pour l’accueil du public et les fonctions sociales » de la forêt.

### Aspects économiques
L'État demande contractuellement à l'ONF de couper plus de bois par rapport aux contrats de 1995/1999 et de 2001/2006 ; pour « mobiliser des ressources nouvelles » venant :
- d'une sylviculture plus dynamique, « en application des directives en vigueur » ;
- de certains peuplements jugés « sous-exploités, vieillissants ou peu accessibles et que l’évolution des prix et de nouveaux débouchés rendent accessibles, notamment pour le bois énergie » ;
- d’une « décapitalisation raisonnée de peuplements en sur-maturité dont la qualité des produits se dégrade ou ne répond pas à l’évolution de la demande, notamment de sapins et de hêtres de gros diamètre (…) dans le respect de la gestion durable »[10].

Les forêts communales, généralement gérées par l'ONF, sont également concernées, le contrat État-ONF précisant que « le bois vendu sur la période progressera pour atteindre 8,4 Mm3 délivrances incluses d’ici 2011 (+150 000 m3 chaque année). À l’échéance 2011, 25 % environ seront vendus dans le cadre de contrats d’approvisionnement ». L'ONF doit aussi contribuer à l'emploi rural, de manière concertée avec les communes forestières, via notamment les schémas stratégiques de massifs forestiers, chartes forestières de territoire, pôles d’excellence rural, etc.).
Avec la création de sa filiale ONF Énergie en 2006, l'ONF est un acteur reconnu sur le marché du bois énergie et l'un des tout  premiers opérateurs de la filière avec, en 2009, la vente de près de 100 000 tonnes de plaquettes forestières. Cette filiale a aujourd'hui un certain nombre de partenaires :
- BOI’SUP commercialise des granulés de bois produits sur le site d’Engenville ;
- groupe industriel français, EO2, acteur des énergies renouvelables et plus spécifiquement de la valorisation de la biomasse forestière ;
- ONF Barraquand, entreprise d’exploitation forestière, de négoce de bois et bois de chauffage, implantée dans la région Rhône-Alpes, dont l'ONF a pris part au capital en 2010 ;
- ONF-MOLINARIO commercialise du bois bûche, issu des forêts domaniales de l’Ile-de-France, de la Bourgogne et du Centre ;
- l'ONF s’est associé en 2009 à monsieur Corbin producteur de bois-bûche pour créer ONF-Corbin Société Bois Bûche Nord Atlantique ;
- ONF Participations est entrée au capital de la nouvelle société Bois Bûche Picardie (SAS), dite « ONF Lhermitte » créée avec M. Noël Lhermitte et son fils. La société est basée dans l’Oise à Crépy-en-Valois à proximité des forêts domaniales de Retz et de Compiègne ;
- ONF Participations est entrée en 2017, au capital de Fl Wh Holdco, la holding qui possède Flying Whales. C'est une start-up spécialisée dans la construction et l'exploitation de ballons dirigeables à structure rigide. Elle est créée à l'origine pour permettre à l'ONF, d'agrandir sa zone d'exploitation des forêts ; notamment celles qui sont difficilement accessibles ou éloignées de toute infrastructure. De ce fait, l’Office est à la fois partenaire et actionnaire du projet et participe activement à sa mise en œuvre opérationnelle. En 2019, l'ONF possède 1,13 % de Fl Wh Holdco[14],[15] ;
- en 2010, l'ONF s'est associé avec la SARL SYLVA-ENERGIES pour créer la SAS BOIS BUCHE CENTRE ATLANTIQUE, producteur et distributeur de bois de chauffage à destination de professionnels revendeurs basé dans la région centre, près de Châteauroux (Indre).

### Approche patrimoniale
Le patrimoine (bois/fibre, gibier) est valorisé par le produit des ventes et baux de chasse mais aussi par des voies plus immatérielles, en particulier le patrimoine naturel et les services écosystémiques auxquels il contribue.
En 2007, l'ONF a initié une opération dite « Forêt d'Exception », visant à mieux faire connaître et valoriser le patrimoine forestier français. Chaque projet Forêt d'exception doit être partagé avec les acteurs du territoire et viser une gestion forestière multifonctionnelle et adaptée aux enjeux locaux. Les projets concernent 17 forêts prestigieuses comme celles de Fontainebleau, Tronçais ou Grande Chartreuse.
L'Office ouvre au grand public certains sites exceptionnels par leur faune ou leur flore, avec une approche pédagogique comme c'est le cas pour l'Arboretum Domanial de Pézanin par exemple.

### Certifications
L'ONF fut certifié ISO 9001 et ISO 14001, mais a cessé en 2017 de se faire certifier pour réduire son budget de contrôle qualité ; il a également entamé une démarche d'écocertification forestière[réf. souhaitée].
L'entièreté des forêts domaniales sont soumises au label PEFC. Et une majorité des forêts communales y sont inscrites (60 % des forêts communales).

### Activités internationales
En 1997, l’ONF a commencé à développer une activité internationale en vue de valoriser son savoir-faire en créant la filiale ONF International.
Celle-ci est présente en Amérique latine (Brésil, Chili, Colombie) et en Afrique (Gabon, Cameroun). L'ONF Brasil a été fondé en 1999 pour créer, en partenariat avec Peugeot et Pro Natura (une ONG franco-brésilienne), un « puits de carbone » en Amazonie (Puits de Carbone Peugeot-ONF, à Cotriguaçu, dans le nord de l'État du Mato Grosso).

## Organisation

### Le Groupe ONF
Après la création des filiales « ONF International » en 1997, spécialisée à l'action internationale et « ONF Énergie » en 2006, orienté vers le bois énergie, en 2008 l’ONF structure sa politique de groupe avec la création de la société holding « ONF Participations », dotée d’un capital de 15 millions d'euros et atteignant un chiffre d'affaires de 43 millions d'euros en 2018.
En avril 2018, l'ONF créé une troisième filiale dénommée « Sessile », par l'acquisition d'une société spécialisée dans les travaux de la maîtrise de végétation pour le compte de grands gestionnaires d’infrastructures linéaires (Enedis, RTE pour les lignes électriques, SNCF pour les chemins de fer, VNF pour les canaux…) et située à Nemours. En mai 2022, cette filiale prend le non de « ONF Vegetis ».
Dès juillet 2019, l'ONF transfère ses filiales de droit privé spécialisées dans les activités concurrentielles à sa holding ONF Participation préfigurant une privatisation partielle de l'établissement public.

### Budget

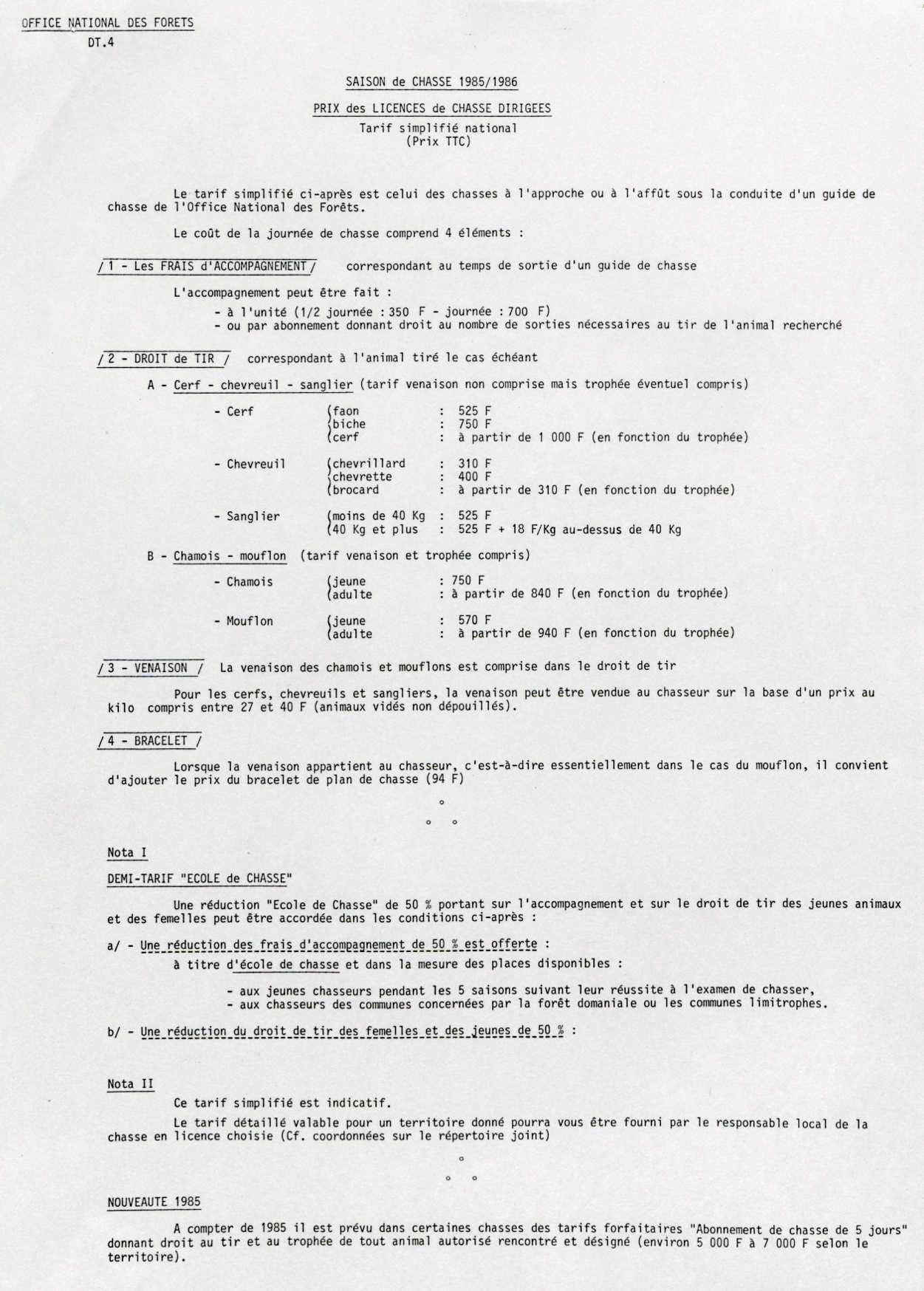
Prix des licences de chasse dite « dirigée », c’est-à-dire assurée par un guide de chasse de l’ONF spécialisé, 1985 (Archives nationales de France).

Le résultat net après impôt, pour 2022, s’établit à 53 M€, soit une amélioration de +21,2 M€ par rapport à 2021. L’excédent brut d’exploitation (EBE), qui traduit le résultat économique des structures de production s’établit à un montant de 105,8 M€ en amélioration de +45,0 M€ par rapport à l’exercice 2021.
Le résultat net après impôts pour 2023 s'établit à 51 M€.

### Agences
Chaque agence est composée d'une direction et de services.
Les forêts gérées par l'ONF en France métropolitaine sont réparties dans 320 Unités Territoriales (UT) en général dirigées par un cadre A technique (CATE) dénommé Responsable d'unité technique (RUT). Une UT regroupe 8 à 10 Techniciens forestiers territoriaux (TFT) que l'on nomme usuellement encore « garde forestier ». Ces cadres B étaient dénommés avant 2009 « Agents patrimoniaux » et avaient en responsabilité des secteurs forestiers, dénommés « triages ».

### Personnel
Les effectifs de l'ONF sont passés de 15 000 travailleurs en 1985 à moins de 9 000 en 2020. L’institution comprend 43 % de salariés sous statut privé et le taux de remplacement des fonctionnaires n’est que de 64 %, c’est-à-dire que seuls deux départs sur trois sont remplacés. La tension sur les effectifs conduit l'ONF à employer davantage d'agents de droit privé, par exemple dans des situations exceptionnelles et à risque, dans le cadre de la multiplication des incendies dans le sud de la France. Dans le cadre de ces fonctions, ils peuvent également être amenés à exercer des missions de police judiciaire, sans assermentation.

#### Personnel technique
La catégorie A comprend :
- corps des ingénieurs des ponts, des eaux et des forêts (IPEF), anciennement Ingénieurs du génie rural, des eaux et des forêts (IGREF), un peu plus de 110 salariés en 2009 divisés en deux groupes de direction (groupes 1 et 2) et en trois grades : IGPEF (G pour « général »), ICPEF (C pour « en chef ») et IPEF ;
- corps des chefs de mission : grade unique ;
- corps des ingénieurs de l'agriculture et de l'environnement (IAE), 387 salariés en 2009 divisés en deux grades : IDAE (D pour divisionnaire) et IAE ;
- corps des cadres techniques (CATE), environ 400 salariés en 2009 (grade unique).

La catégorie B : le corps des techniciens supérieurs forestiers (TSF), divisé en trois grades :
- chef technicien forestier ;
- technicien forestier principal ;
- technicien forestier.

La catégorie C a presque disparu en 2009.

#### Personnel administratif
- Attaché administratif (cat. A)
- Secrétaire administratif (cat. B)
- Adjoint administratif (cat .C)

### Directeurs généraux et présidents du conseil d'administration
L'établissement est muni d'un conseil d'administration ainsi que d'un directeur général, nommé par décret en Conseil des ministres.
| Nom                   | Période ou nommé le |
| --------------------- | ------------------- |
| Michel Jobert         | 1966 à 1973         |
| Pierre Dumas          | 1973 à 1983         |
| Jean-Louis Bianco     | 1983 à 1991         |
| René Souchon          | 1991 à 1996         |
| Dominique de Villepin | 26 février 1996     |
| Bertrand Landrieu     | 5 mai 1999          |
| Michel Blangy         | 25 septembre 2002   |
| Hervé Lejeune         | 29 septembre 2004   |
| Annie Lhéritier       | 7 mars 2007         |
| Hervé Gaymard         | 7 janvier 2010      |
| Jean-Yves Caullet     | 20 mars 2013        |

| Nom                             | Qualité                                               | Période                         |
| ------------------------------- | ----------------------------------------------------- | ------------------------------- |
| Christian Delaballe (1914-1983) | ancien préfet                                         | 1966-1974                       |
| Yves Bétolaud (1926-2003)       | ingénieur des Eaux et Forêts                          | 1974 - décembre 1982            |
| Don Pierre Giacobbi (1920-1998) | administrateur civil                                  | janvier 1983 - 1985             |
| Philippe Lacarrière (1925-)     | inspecteur général des finances                       | 1985 à 1987                     |
| Georges Touzet (1930-2016)      | ingénieur des Eaux et Forêts                          | 1987 à 1994                     |
| Jean-François Carrez (1940-)    | conseiller maître à la cour des comptes               | 1994 à 1999                     |
| Bernard Goury (1948-)           | conseiller politique et directeur de sociétés         | 1999 à 2003                     |
| Pierre-Olivier Drège (1949-)    | ingénieur des Eaux et Forêts                          | 2003 à 2010                     |
| Pascal Viné (1963-)             | ingénieur des Eaux et Forêts                          | 2010 à 2015                     |
| Christian Dubreuil (1947-)      | Inspecteur général de l'agriculture                   | 2015 à 2019                     |
| Jean-Marie Aurand (1952-)       | ingénieur des Eaux et Forêts                          | Intérim janvier à décembre 2019 |
| Bertrand Munch (1956-)          | ancien préfet                                         | 2019 à 2022                     |
| Valérie Metrich-Hecquet         | ingénieure générale des ponts, des eaux et des forêts | 2022                            |

### Directions territoriales et régionales
L’ONF est organisé sur le terrain depuis le 1er janvier 2017 en :
- 6 directions territoriales, elles-mêmes subdivisées en 50 agences :
  - Auvergne-Rhône-Alpes,
  - Bourgogne-Franche-Comté,
  - Centre-Ouest-Aquitaine,
  - Grand-Est,
  - Seine-Nord,
  - Midi-Méditerranée ;
- 5 directions (Corse et outre-mer) qui assurent à la fois les attributions habituelles des délégations territoriales et des agences :
  - Corse,
  - Guadeloupe,
  - Martinique,
  - Guyane ;
  - La Réunion ;
- des services spécialisés :
  - dont la restauration des terrains en montagne (RTM),
  - dont la Défense de la forêt française contre les incendies (DFCI).

### Années 2000 - présent
L’ONF assure trois missions principales : la gestion des forêts publiques, la prévention des risques en milieux naturels (dunes, montagne, incendie de forêts) et l'offre de prestations. La loi d'orientation de la forêt (LOF) de juillet 2001, a introduit explicitement le principe de multifonctionnalité de la forêt.
En 2007, l’organisme employait environ 10 000 salariés dont 6 631 sous statut public (fonctionnaires rattachés au ministère de l'Agriculture et de la Pêche) et 3 332 ouvriers forestiers de droit privé, mais le « contrat État-ONF 2001-2011 » précisait que l'ONF devait développer ses gains de productivité en diminuant de 1,5 % par an ses effectifs en ne remplaçant qu'un départ à la retraite sur deux.

#### 2010-2013: malaise social persistant et suicides médiatisés
Entre janvier 2010 et mars 2013, Hervé Gaymard, ancien ministre de l'Économie démissionnaire à la suite de l'affaire Gaymard, est le président du conseil d'administration de l'ONF. En septembre 2010, Sud Ouest fait état du nombre élevé de suicides à l'ONF, en particulier chez les agents forestiers, et indique que le malaise chez le personnel a été diagnostiqué « dès 2005 par une enquête Ipsos sur « le climat social » » ; toujours en 2010, un rapport d'information rédigé par le sénateur Joël Bourdin au nom de la commission des finances, indique :

« Le dialogue social se caractérise régulièrement par de fortes tensions. Celles-ci se sont particulièrement manifestées en 2001-2002 et en 2008 à l'occasion de la mise en œuvre de réformes de l'office. Certains modes d'action peuvent porter atteinte de façon appréciable à l'activité de l'office : refus de marteler les bois en vue de leur coupe, blocage des ventes de bois, boycott de l'élaboration des programmes de travaux pour les communes. »

En juin et juillet 2011, quatre agents de l'ONF se suicident. Ces drames sont largement médiatisés. En sept ans, vingt-quatre suicides sont à déplorer à l'Office. Des fonctionnaires syndiqués (CGT forêt et Syndicat national unifié des personnels de la forêt et des espaces naturels — Snupfen, affilié à Solidaires) ainsi que des agents — relatent notamment Mediapart, Télérama, Libération, Le Nouvel Observateur et Le Point — font unanimement part d'un malaise profond au sein de l'organisme public. Leur désarroi tire son origine, selon leurs dires, dans la logique de rentabilité qui sous-tend depuis le début des années 2000 la gestion des forêts ainsi que dans les restructurations successives de l'ONF qui l'accompagnent durant cette période. Jusqu'en 2001, les gardes forestiers géraient chacun une zone forestière sur tous les aspects (protection de la biodiversité, entretien des forêts, coupes commerciales, missions de police) ; désormais l'ONF est divisé en trois pôles (travaux, technique et administratif) et de nouveaux process parfois « dignes d'un lancement de fusée Ariane » (Jean-Luc Pigeassou, agent de l'ONF, cité par Télérama) sont mis en place. Une « rationalisation du travail » (Mediapart) qui conduit à une perte de sens et un mal-être des gardes forestiers, renommés « agents patrimoniaux ». La réduction des effectifs (15 900 employés en 1984, 12 000 en 2002, 10 000 en 2007, 9 500 en 2011) voulue entre autres dans le cadre de la Révision générale des politiques publiques (RGPP), associée à une charge de travail décrite comme croissante, sont décriés par les fonctionnaires et salariés de l'ONF. Ils contestent également une gestion des forêts « mercantile » (Joseph Albertino, agent de l'ONF, cité par Le Point) consistant à ne faire que des coupes commerciales du bois (l'État réclamant à l'ONF, plus de mobilisation de bois) en contradiction avec la gestion à très long terme que nécessite la forêt et avec les missions de service public de l'ONF ; ils redoutent à cet égard une privatisation larvée de l'établissement,,,,.
Interrogé par la presse, le directeur de l'ONF, Pascal Viné, reconnaît l'existence d'un « malaise » au sein de l'organisme et d'une « perte de repères » consécutive aux restructurations internes. Il indique avoir présenté un plan renforcé sur les risques psychosociaux qui comprend notamment le doublement du nombre d'assistances sociales et la création d'un Numéro Vert ; face aux syndicats exigeant un moratoire sur la diminution des effectifs, il entend « travailler sur l'articulation du travail entre les différents agents et améliorer la gestion des ressources humaines »,.
Le 31 janvier 2012, près de quatre-vingts agents patrimoniaux syndiqués au Snupfen occupent le siège de l'ONF à Paris pour protester contre la diminution des effectifs, leurs conditions de travail et « le désengagement de l'État qui met en péril la gestion durable de la forêt ».

#### 2014: baisse envisagée de la contribution étatique au budget
En juin 2014, un rapport de la Cour des comptes,, commenté par Les Échos, pointe la « situation financière préoccupante » de l'établissement, dû à un endettement croissant, un budget chroniquement déficitaire et une masse salariale stable en dépit de la réduction des effectifs.
En septembre 2014, l'État projette pour la loi finances 2015 de diminuer le budget alloué à l'ONF de 50 millions d'euros d'ici 2017, et de 20 millions d'euros dès 2015. Dans un premier temps, pour compenser le désengagement de l'État, le gouvernement envisage de faire endosser ces 50 millions d'euros aux communes disposant de forêts — leur contribution annuelle actuellement de 2 euros par hectare aurait alors dû s'élever à 18 euros par hectare. Face au refus frontal des élus des communes concernées, qui menacent de mettre fin au monopole de l'ONF sur la gestion des forêts communales, le gouvernement renonce à augmenter leur contribution financière ; en parallèle, un mouvement de grève d'une partie du personnel de l'ONF voit le jour à l'initiative du Snupfen pour protester contre cette baisse du budget,. Le gouvernement abandonne finalement son projet, mais supprime le renouvellement en 2015 d'une dotation de 20 millions d'euros que l'ONF avait touchée en 2014 ; en outre, le terme du contrat d'objectifs et de performances (COP) 2012-2016 qui lie État, ONF et communes forestières est abrégé à 2015.

#### 2015: arrivée d'un nouveau directeur
Un nouveau directeur, l'énarque Christian Dubreuil, ancien directeur général de l’Agence des espaces verts de la région Ile-de-France, est nommé à l'été 2015 pour rétablir le dialogue dans une organisation traumatisée par une série de suicides d'employés (trois au premier semestre 2015, 38 depuis 2005) et 600 suppressions d'emplois prévues entre 2012 et 2016 sur 9 200 agents. Selon Mediapart, sa nomination « suscite crainte et débats » parmi le personnel de l'ONF, l'énarque ayant une réputation d'homme « autoritaire ». Si globalement le Parlement a donné un avis favorable à cette nomination, les sénateurs à l'issue de l'audition de M. Dubreuil le 15 juillet 2015 en matinée se sont prononcés largement défavorablement alors que les députés, à l'inverse, à l'audition de l’après-midi, en présence de Jean-Yves Caullet, député et président de l'ONF, ont donné un avis favorable unanime, ce qui a emporté la décision.
En septembre 2015, trente-huit suicides d'employés de l'ONF ont été décomptés en dix ans. Seuls deux d'entre eux ont obtenu une reconnaissance professionnelle, les autres ayant des causes multiples.

#### 2016: projet de réforme territoriale et tensions entre direction et syndicats
Du 18 mars à fin septembre 2016, l'ONF est dépourvue de conseil d'administration en l'attente de sa nomination par les deux ministères de tutelle, ceux de l’Agriculture et de l’Environnement. Cette vacance déstabilise l'établissement déjà fragilisé par la crise sociale, rapporte Le Monde, d'autant que le directeur Christian Dubreuil, qui « cristallise les tensions », annonce dans l'intervalle un projet de réforme qui vise à faire passer l'ONF de neuf directions territoriales à six au 1er janvier 2017 afin de s'adapter aux nouvelles régions administratives. Les syndicats sont unanimement opposés à la réforme qui, arguent-ils, n'est pas adaptée à l'implantation géographique des forêts ; la CGT-Forêts affirme que « la direction passe en force en l’absence de CA ». Une fois nommé, le nouveau conseil d'administration valide cependant le projet de réorganisation, laquelle est effective début janvier 2017.
En matière de finances, en revanche, la situation s'améliore puisque l'ONF dégage en 2016 des bénéfices pour la quatrième année consécutive, à hauteur de 12,3 millions d'euros (un record depuis 1999) : la masse salariale s'est stabilisée et l'endettement se réduit,.

#### 2017-2018: crise sociale ouverte
En septembre 2017, les organisations syndicales de l’ONF — représentant 90 % des fonctionnaires selon l'AFP — démissionnent de ses instances pour protester contre « un climat social délétère » et pour dénoncer le contrat d'objectifs et de performances (COP) signé avec l'État pour la période 2016-2020, qu'elles jugent irréaliste. Le 14 décembre de la même année, un millier de gardes forestiers (selon les syndicats) manifeste à Paris, pointant une forme de privatisation officieuse de l'ONF et craignant un abandon progressif de ses missions de service public. Les fonctionnaires critiquent notamment la réduction des forêts à des « usines à bois », l'établissement dépendant des ventes de bois pour assurer sa rentabilité ; les services environnementaux rendus par les forêts et leur biodiversité (notamment face au réchauffement climatique) seraient négligés, pointe le président du Snupfen (syndicat majoritaire),.
En mars 2018, les sénateurs ayant été alertés par les agents forestiers dans leurs circonscriptions, le directeur général de l'ONF est auditionné par une commission du Sénat pour s'expliquer sur la crise au sein de son établissement. Il reconnait un « problème lors de la conception du COP ». Les agents de l'ONF sont en grève en mai 2018 pour alerter sur une « privatisation rampante » de l'établissement, tandis que la direction réfute tout projet de privatisation,.
En septembre 2018 sort un documentaire de François-Xavier Drouet, intitulé Le Temps des forêts, qui décrit la « mal-forestation » à l’œuvre en France : l'essor de la monoculture des résineux — leur croissance est rapide — à des fins industrielles conduit au remplacement des feuillus indigènes, ainsi que c'est le cas sur le plateau de Millevaches ou dans le massif du Morvan. Le documentaire laisse notamment la parole à des salariés de l'ONF qui font état de leur désarroi,.
À compter du 17 septembre 2018, une partie du personnel de l'ONF regroupée en intersyndicale organise une « Marche pour la forêt » dans l'objectif de défendre les forêts publiques qu'elle considère menacées par les choix de gestion trop productivistes retenus par la direction et par le ministère de l'Agriculture. Les manifestants questionnent le modèle économique de l'ONF, basé en grande partie sur la vente du bois dont le prix ne cesse de chuter depuis plusieurs décennies — une inquiétude légitime selon la direction, et dénoncent « l'industrialisation croissante des forêts publiques, l'exploitation intensive des arbres et les coupes d'arbres à outrance pour tenter de combler les déficits ». La marche se décompose en quatre parcours menant tous à la forêt de Tronçais où doivent se rejoindre les participants le 25 octobre.

#### 2019: départ surprise du directeur général, mission d'évaluation de l'ONF et nouveau directeur général
Le jeudi 17 janvier 2019, à la surprise générale, un décret publié au journal officiel annonce qu'il « est mis fin, sur sa demande, aux fonctions de directeur général de l’Office national des forêts exercées par M. Christian Dubreuil ». À sa place est nommé un DG par intérim en la personne de Jean-Marie Aurand en attendant la nomination d’un nouveau directeur général. Christian Dubreuil, âgé de 62 ans, aurait fait valoir ses droits à la retraite, alors qu'il avait annoncé un départ en 2020. Ce départ précipité, intervient dans un climat social dégradé et dans une grave situation financière de l'établissement.
Pour Anne-Laure Cattelot, députée LREM du Nord, le départ de M. Dubreuil était un « préalable au changement au sein de l'ONF ». Précédemment en octobre 2018, celle-ci dénonçait les coupes rases « saccageant » la forêt domaniale de Mormal, et réclamait une mission parlementaire sur la surexploitation « apparente » de la forêt publique.
Parallèlement comme annoncé au Conseil d'administration du 29 novembre 2018 par la représentante du Premier Ministre, considérant « la fragilité du modèle économique de l'ONF » et « la perte de sens » constatée du personnel, une mission interministérielle est chargée d'évaluer le Contrat d'objectifs et de performance 2016-2020 (COP) de l'ONF et de proposer des pistes d'évolution pour la prochaine feuille route de l'Office à compter de 2021. Cette mission est confiée à l'Inspection générale de l'administration, l'Inspection générale des finances, le Conseil général de l'alimentation, de l'agriculture et des espaces ruraux et le Conseil général de l'environnement et du développement durable.
M. Jean-Marie Aurand, le DG par intérim, né en 1953 à Langogne (Lozère), est un Ingénieur des ponts, des eaux et des forêts (IGPEF) qui occupait depuis janvier 2014, pour cinq ans, le poste de directeur général de l’Organisation Internationale de la Vigne et du Vin (OIV).
D’après un article de la revue Capital de janvier 2019, la « faillite de l’ONF » rendrait la situation des forêts publiques très préoccupante : les forêts communales seraient, à la demande de Dominique Jarlier, président de la FNCOFOR, gérées directement par les municipalités sans tutelle de l'État (via un opérateur public comme l'ONF), les forêts domaniales pourraient être vendues à la Société forestière, filiale de la Caisse de dépôts, et enfin les agents forestiers de l'ONF seraient transférés aux Chambres d’agriculture.
En mai 2019, un décret du gouvernement propose de mettre fin à la consultation de l’Office national des forêts pour des opérations de déboisement dans des sites gérés par les collectivités locales. Pour le Syndicat national unifié des personnels des forêts et de l’espace naturel, le gouvernement « prend des mesures facilitant la déforestation en France ».
Cependant, fin juin 2019, à la suite des recommandations de la mission interministérielle d’évaluation du contrat d’objectifs et de performance (COP) 2016-2020 et du rapport de la sénatrice centriste Anne-Catherine Loisier portant sur l'avenir de l'ONF et des forêts françaises allant dans le même sens que le « Manifeste des communes forestières » adopté lors du Congrès de la FNCOFOR de juin 2019, le gouvernement semble vouloir donner toutes ses chances à l’ONF menacé un temps de démantèlement. Le régime forestier serait maintenu, et les activités concurrentielles (réalisation des travaux, expertises, interventions hors forêts publiques…) seraient, afin d’améliorer la transparence financière de l’établissement, clairement séparées des missions régaliennes d'intérêt public (élaboration des documents de gestion, surveillance, éducation, orientations de sylviculture et marquage des bois, programmation des travaux, chasse…) par la création d’une filiale spécifique. Un plan de transformation de l'établissement est annoncé par le gouvernement sur cinq ans, visant notamment à diminuer les coûts de structure liés à ses fonctions supports atteignant 21 % des charges en 2017.

##### Bertrand Munch
Lors du troisième Conseil de défense écologique du 7 novembre 2019, est annoncée la candidature proposée par l'Élysée de Bertrand Munch pour devenir le nouveau directeur-général de l’Office national des forêts. Ce poste a été proposé à quinze personnes pressenties qui ont décliné l'offre. Cette candidature doit être validée par les Commissions des affaires économiques de l'Assemblée nationale et du Sénat.
Bertrand Munch, né le 13 janvier 1956, est licencié en droit et diplômé de Sciences-Po Paris. Sorti de l'ENA (promotion Léonard de Vinci, 1983- 1985), il occupe les postes de directeur de cabinet de préfectures (1986-1989), de directeur financier au ministère de l'Intérieur (1989-1992, 1997-2000 et 2006-2009), de secrétaire général de la préfecture de Paris et d'Ile-de-France ( (2010-2014), et depuis 2014 de directeur de l’information légale et administrative (DILA – Services du Premier ministre). Bertrand Munch est auditionné par le Sénat, puis par l’Assemblée nationale le mercredi 11 décembre 2019, et sa nomination est validée à une voix près, notamment par les nombreux votes négatifs du Sénat. Arguant d'un vote marquant le désaccord du Parlement sur la candidature de Bertrand Munch au poste de directeur général, les syndicats de l'ONF appellent le gouvernement à ne pas entériner cette nomination et réclament une candidature de consensus ayant des compétences forestières, plutôt que financières. Malgré cette désapprobation, Bertrand Munch est officiellement nommé par le Conseil des ministres du 18 décembre 2019 pour une prise de fonction effective au 6 janvier 2020.
Olivier Rousset, nommé Directeur général adjoint en janvier 2021 par Bertrand Munch devient Directeur général par intérim en avril 2022.

#### 2020-2025: plan stratégique
Dans une lettre en date du 22 janvier 2020 adressée aux salariés de l’ONF, le nouveau directeur général informe d’une privatisation indirecte de l’établissement public. En effet, une modification législative du Code forestier devrait permettre de généraliser l’accès du personnel de droit privé aux fonctions de pouvoir de police jusqu’alors limité aux fonctionnaires assermentés. Cette mesure devrait selon les syndicats fragiliser la protection des forêts, le statut de contractuel faillible aux pressions ne permettant pas de faire appliquer la loi en toute indépendance et impartialité.
Le malaise des agents continue, les suicides ne cessent pas, plus de 50 agents se sont suicidés de 2005 à 2020. Les syndicats dénoncent les suppressions de poste, les « conditions de travail de plus en plus difficiles », la perte de sens et l'orientation industrielle de la gestion : « On veut imposer des enjeux financiers sur un écosystème ».
En juin 2020, la Convention citoyenne pour le climat propose de « pérenniser l'existence de l'ONF et d'en augmenter les effectifs », et afin de « garantir une gestion nationale et indépendante de tout intérêt financier privé » que « cet organisme reste public ».
En mars 2022, le directeur général Bertrand Munch est révoqué, ses méthodes de management ayant été mises en cause.
Olivier Rousset, nommé Directeur général adjoint en janvier 2021 par Bertrand Munch devient Directeur général par interim en avril 2022.
Cette même année, un rapport sénatorial s'oppose aux suppressions de postes prévues d'ici à 2025 et au contraire de renforcer l'ONF.
L’Office national des forêts (ONF) a signé un contrat avec l’État pour la période 2021-2025. Élaboré en concertation avec les différentes parties prenantes, ce contrat État-ONF s’inscrit au regard des défis que rencontre la forêt face au changement climatique et du potentiel qu'elle représente par la valorisation des matériaux bois dans l'atténuation du changement.
Par décret du Président de la République en date du 26 septembre 2022, Valérie Metrich-Hecquet, ingénieure générale des ponts, des eaux et des forêts, est nommée directrice générale de l’Office national des forêts.

## Traditions et uniforme
Les signes et les symboles sont nombreux à l'ONF : logo, tenue de terrain, uniforme, arme de service, marteau forestier. Tous ont une utilité mais portent en eux également une charge symbolique.
L’uniforme est un instrument de représentation. Il faut distinguer la tenue no 1, c’est-à-dire l’uniforme de cérémonie, de la tenue de terrain. La première est peu connue du grand public. Sa ressemblance avec les tenues militaires est forte : képi, galons, médailles. Elle véhicule des valeurs protocolaires, militaires et de police. Lors des tournées de surveillance, l'agent peut porter le képi et les galons sur sa tenue de terrain.